# Erdélyi fejedelmek listája
Ez a lap az erdélyi fejedelmek listája, amely az 1570 és 1711 közötti, mindenkori Erdély fejedelme címet viselő személyek mellett az 1526 és 1570 közötti időszak uralkodóit is felsorolja időrendben.

## A keleti Magyar Királyság uralkodói (1526–70)
Főcikk: a Keleti Magyar Királyság
A Magyar Királyság az 1526-os mohácsi vereséget követően előbb kettő, majd Buda 1541-es török elfoglalásával három részre szakadt. Az ország középső, Hódoltságnak nevezett részét a törökök szállták meg. Északon és nyugaton az úgynevezett Királyi Magyarország – ez jogfolytonosság szempontjából nem különbözött a középkori Magyar Királyságtól – a Habsburgok fennhatóság alá került, keleten pedig a középkori erdélyi vajdaságból és hozzá kapcsolódó részekből jött létre előbb a keleti Magyar Királyság, majd az 1570-es speyeri szerződéssel az Erdélyi Fejedelemség.
| Uralkodó                             | Portré | Uralkodása                                  | Uralkodási évei   | Megjegyzés |
| ------------------------------------ | ------ | ------------------------------------------- | ----------------- | --- |
| Keleti Magyar Királyság (1526–1570)  |        |                                             |                   | |
| Szapolyai János (1487–1540)          |        | 1526. november 11. – 1540. július 17./21. † | 13 év, 249/53 nap | A Szapolyai család tagja, Szapolyai István nádor és Tescheni Hedvig fia, 1510-től erdélyi vajda, majd 1526-tól választott magyar király. Az 1538-as váradi békében lemondott az utódlásról I. Ferdinánd javára. |
| Lengyelországi Izabella (1519–1559)  |        | 1540. augusztus 31. – 1551. július 19.      | 10 év, 322 nap    | A Jagelló-ház tagja, I. Zsigmond lengyel király és Bona Sforza leánya, Szapolyai János feleségeként magyar királyné is. I. Szulejmán szultán megbízásából lett kormányzó. 1551-ben Fráter György lemondatta.    |
| O.S.P.P.E. Fráter György (1482–1551) |        | 1540. szeptember 13. – 1551. december 17. † | 11 év, 95 nap     | Pálos rendi szerzetes, bíboros, esztergomi érsek. A keleti országrész helytartója és főkapitánya volt Izabella királyné oldalán, Szapolyai János Zsigmond gyámjaként. Gianbattista Castaldo meggyilkoltatta.    |
| I. Ferdinánd (1503–1564)             |        | 1551. július 26. – 1556. november 25.       | 5 év, 122 nap     | A Habsburg-ház tagja, Szép Fülöp és Őrült Johanna fia, egyben magyar király és 1556-tól német-római császár is. 1553-ban Dobó Istvánt nevezi ki vajdává, ám 1556-ban megfosztják erdélyi címétől.               |
| Lengyelországi Izabella (1519–1559)  |        | 1556. november 25. – 1559. szeptember 15. † | 2 év, 294 nap     | Ez volt második kormányzói regnálása. A Habsburg Ferdinánddal szembeni elégedetlenség miatt az 1556-os erdélyi országgyűlés visszahívta, ő pedig fia nevében kormányozta az országot 1559-es haláláig.          |
| Szapolyai János Zsigmond (1540–1571) |        | 1559. szeptember 15. – 1570. augusztus 16.  | 11 év, 274 nap    | I. János választott magyar király és Jagelló Izabella királyné fia, egyben a magyar király cím viselője is. Kezdetben régens mellette édesanyja.                                                                |

## Erdély fejedelmei (1570–1711)
Főcikk: Erdélyi Fejedelemség
Az 1570-ben II. Miksa német-római császár és Szapolyai János Zsigmond között megkötött speyeri szerződés kimondta, hogy az akkor fennálló határokat véglegesnek tekintik, és János Zsigmond lemond a magyar királyi címről, cserébe viselheti az „Erdély és Magyarország hozzákapcsolt részeinek princepse” (azaz fejedelme) címet. Ténylegesen ettől kezdve beszélhetünk Erdélyi Fejedelemségről, bár az egyezmény János Zsigmond halála miatt életbe sem lépett.
| Uralkodó | Portré | Uralkodása                                | Uralkodási évei  | Megjegyzés |
| --- | ------ | ----------------------------------------- | ---------------- | --- |
| Erdélyi Fejedelemség (1570–1711)                                                                                               |        |                                           |                  | |
| Szapolyai János Zsigmond (1540–1571)                                                                                           |        | 1570. augusztus 16. – 1571. március 14. † | 210 nap          | Az 1570. augusztus 16-án megkötött speyeri szerződést követően ő lesz az Erdély első fejedelme. |
| Somlyai Báthory István (1533–1586)                                                                                             |        | 1571. május 25. – 1586. december 12. †    | 15 év, 201 nap   | A Báthory család somlyói ágának tagja, Báthory István vajda és Thelegdy Katalin fia, kezdetben váradi főkapitány, majd Jagelló Anna férjeként 1575-től lengyel király és litván nagyfejedelem is.                                  |
| Somlyai herceg Báthory Zsigmond (1572–1613)                                                                                    |        | 1586. december 12. – 1598. március 23.    | 11 év, 101 nap   | Báthory István fejedelem unokaöccse, Báthory Kristóf vajda és Bocskai Erzsébet fia, 1581-től erdélyi vajda. 1594 nyarán unokaöccse, Báthory Boldizsár átvette tőle a kormányzást, majd 1598-ban lemondott.                         |
| 1598: a tizenöt éves háború során, II. Rudolf német-római császár beveszi az országot és biztost nevez ki annak kormányzására. |        |                                           |                  | |
| Somlyai herceg Báthory Zsigmond (1572–1613)                                                                                    |        | 1598. augusztus 22. – 1599. március 21.   | 211 nap          | Ez volt második regnálása. Távollétében többször volt nevében az ország kinevezett helytartója felesége, Ausztriai Mária Krisztierna főhercegnő. Lemondott unokatestvére javára.                                                   |
| Somlyai Báthory András (1563–1599)                                                                                             |        | 1599. március 29. – október 31. †         | 216 nap          | Báthory Zsigmond fejedelem unokatestvére, egyben egyházi személy, bíboros. Vitéz Mihály havasalföldi fejedelem a sellenberki csata során legyőzte, majd Ördög Balázs székely szabadságharcos meggyilkolta.                         |
| 1599–1601: az országot elfoglalja és császári helytartóként kormányozza Vitéz Mihály, majd őt váltja Giorgio Basta.            |        |                                           |                  | |
| Somlyai herceg Báthory Zsigmond (1572–1613)                                                                                    |        | 1601. április 3. – 1602. június 29.       | 1 év, 87 nap     | Ez volt harmadik, immáron utolsó regnálása. 1602-ben végleg lemondott a fejedelmi címről és a Szent Római Birodalomba, Csehországba távozott.                                                                                      |
| 1601–1603: az országot újra Giorgio Basta császári hadvezér irányítja II. Rudolf császár helytartójaként.                      |        |                                           |                  | |
| Idősebb siménfalvi Székely Mózes (1553–1603)                                                                                   |        | 1603. április 15. – július 17. †          | 93 nap           | Korábban Báthory István fejedelem testőrségének parancsnoka, a sófalvi sóbánya kamarása, Udvarhelyszék királybírája, több alkalommal a fejedelemség hadseregének parancsnoka. Ő volt Erdély egyetlen székely származású fejedelme. |
| 1603–1604: előbb Radu Șerban vajdaként, majd újra Giorgio Basta császári helytartóként volt az ország kormányzója.             |        |                                           |                  | |
| Kismarjai Bocskai István (1557–1606)                                                                                           |        | 1605. február 21. – 1606. december 29. †  | 1 év, 311 nap    | A Bocskai család sarja, Báthory Zsigmond nagybátyja, a Bocskai-szabadságharc vezetője, névleges magyar király (vezérlő fejedelem) 1605 novemberétől. Az 1596-os véres farsang megszervezője.                                       |
| Felsővadászi báró Rákóczi Zsigmond (1544–1608)                                                                                 |        | 1607. február 11. – 1608. március 5.      | 1 év, 23 nap     | Erdély egyik leggazdagabb főura, Rákóczi János és Némethy Sára fia, a Rákóczi család vagyonának megalapozója. Nem sokkal halálát megelőzően lemondott Báthory Gábor javára.                                                        |
| Somlyai Báthory Gábor (1589–1613)                                                                                              |        | 1608. március 7. – 1613. október 27. †    | 5 év, 234 nap    | Báthory István fejedelem unokaöccsének, Báthory István főispán és Bebek Zsuzsanna fia. 1613-ban a hajdúk meggyilkolták. Ő volt családja utolsó uralkodója az Erdélyi Fejedelemségben.                                              |
| Iktári Bethlen Gábor (1580–1629)                                                                                               |        | 1613. október 23. – 1629. november 15. †  | 16 év, 23 nap    | A nemesi Bethlen család sarja, Bethlen Farkas főkapitány és Lázár Druzsina fia, egyben választott magyar király 1620 és 1621 között. Uralkodását „Erdély aranykora” néven említik.                                                 |
| Brandenburgi Katalin (1602–1649)                                                                                               |        | 1629. november 15. – 1630. szeptember 21. | 310 nap          | A német Hohenzollern-ház porosz–brandenburgi ágának tagja, János Zsigmond választófejedelem és Poroszországi Anna leánya, Bethlen Gábor özvegye. Férje halálát követően választották uralkodóvá.                                   |
| Iktári Bethlen István (1582–1648)                                                                                              |        | 1630. szeptember 28. – november 26.       | 59 nap           | Bethlen Gábor fejedelem öccse, lemondatta Brandenburgi Katalin fejedelemasszonyt, ám ő maga végül nem foglalta el a fejedelmi széket, hanem Rákóczi György kinevezése mellett döntött.                                             |
| Felsővadászi I. Rákóczi György (1593–1648)                                                                                     |        | 1630. december 1. – 1648. október 11. †   | 17 év, 315 nap   | Rákóczi Zsigmond fejedelem és Gerendi Anna fia. Uralkodása alatt az ország gazdaságilag és politikailag is megerősödött. Az református egyház támogatója.                                                                          |
| Felsővadászi II. Rákóczi György (1621–1660)                                                                                    |        | 1648. október 11. – 1657. október 25.     | 9 év, 14 nap     | I. Rákóczi György fejedelem és Lorántffy Zsuzsanna fia. Mivel szembefordult a török porta akaratával és megvívta a lengyelek elleni sikertelen háborúját, így megfosztották trónjától.                                             |
| Kisrédei gróf Rhédey Ferenc (1610–1667)                                                                                        |        | 1657. november 2. – 1658. január 9.       | 69 nap           | A grófi Rhédey család sarja, Rhédey Ferenc főkapitány és Károlyi Katalin fia, főispán, a fejedelmi tanács tagja. Megválasztását követően nem sokkal lemondott a visszatérő II. Rákóczi György javára.                              |
| Felsővadászi II. Rákóczi György (1621–1660)                                                                                    |        | 1658. január 14. – 1659. március 30.      | 1 év, 75 nap     | Ez volt második regnálása. Mivel a törökök nem ismerték el újbóli uralkodását, így Barcsay Ákos személyében új fejedelmet választattak, ám Rákóczi még de facto megtartotta hatalmát 1659-ig.                                      |
| Nagybarcsai Barcsay Ákos (1619–1661)                                                                                           |        | 1658. október 7. – 1660. december 31.     | 2 év, 85 nap     | Az ősi erdélyi Barcsay család tagja, főispán, az erdélyi fejedelmi tanács tagja. A fejedelemségbe újra betörő II. Rákóczi György letaszította a trónról, majd Kemény János foglyul ejtette és meggyilkoltatta.                     |
| Gyerőmonostori Kemény János (1607–1662)                                                                                        |        | 1661. január 1. – 1662. január 23.        | 1 év, 22 nap     | Az erdélyi nemesi Kemény család sarja. Mivel politikájával közeledett I. Lipót német-római császárhoz, így a török porta ellene szervezett hadjárata elől a Magyar Királyságba menekült.                                           |
| Apanagyfalvi I. Apafi Mihály (1632–1690)                                                                                       |        | 1661. szeptember 14. – 1690. április 15.  | 28 év, 213 nap   | Az Apafi család tagja. Ő volt a leghosszabb ideig regnáló fejedelem. Halálával lezárult Erdély önálló államiságának korszaka. Fia, II. Apafi Mihály ugyan megválasztásra került, ám sosem iktatták be.                             |
| Késmárki gróf Thököly Imre (1657–1705)                                                                                         |        | 1690. szeptember 22. – október 25.        | 33 nap           | A Thököly család sarja, Thököly István főúr és Gyulaffy Mária fia, a kuruc hadak főgenerálisa, korábban török támogatással 1682 és 1685 között Felső-Magyarország fejedelme is.                                                    |
| Felsővadászi II. Rákóczi Ferenc (1676–1735)                                                                                    |        | 1704. július 8. – 1711 februárja          | 6 év, kb. 90 nap | I. Rákóczi Ferenc és Zrínyi Ilona grófnő fia, egyben Magyarország vezérlő fejedelme, a Rákóczi-szabadságharc vezetője. Ő volt az Erdélyi Fejedelemség utolsó, nem Habsburg fejedelme.                                              |
| Erdélyi Fejedelemség (1711–1867)                                                                                               |        |                                           |                  | |

## Kronológia
Erdély uralkodóinak életterminusa és regnálása